# Torre dei Filipetri

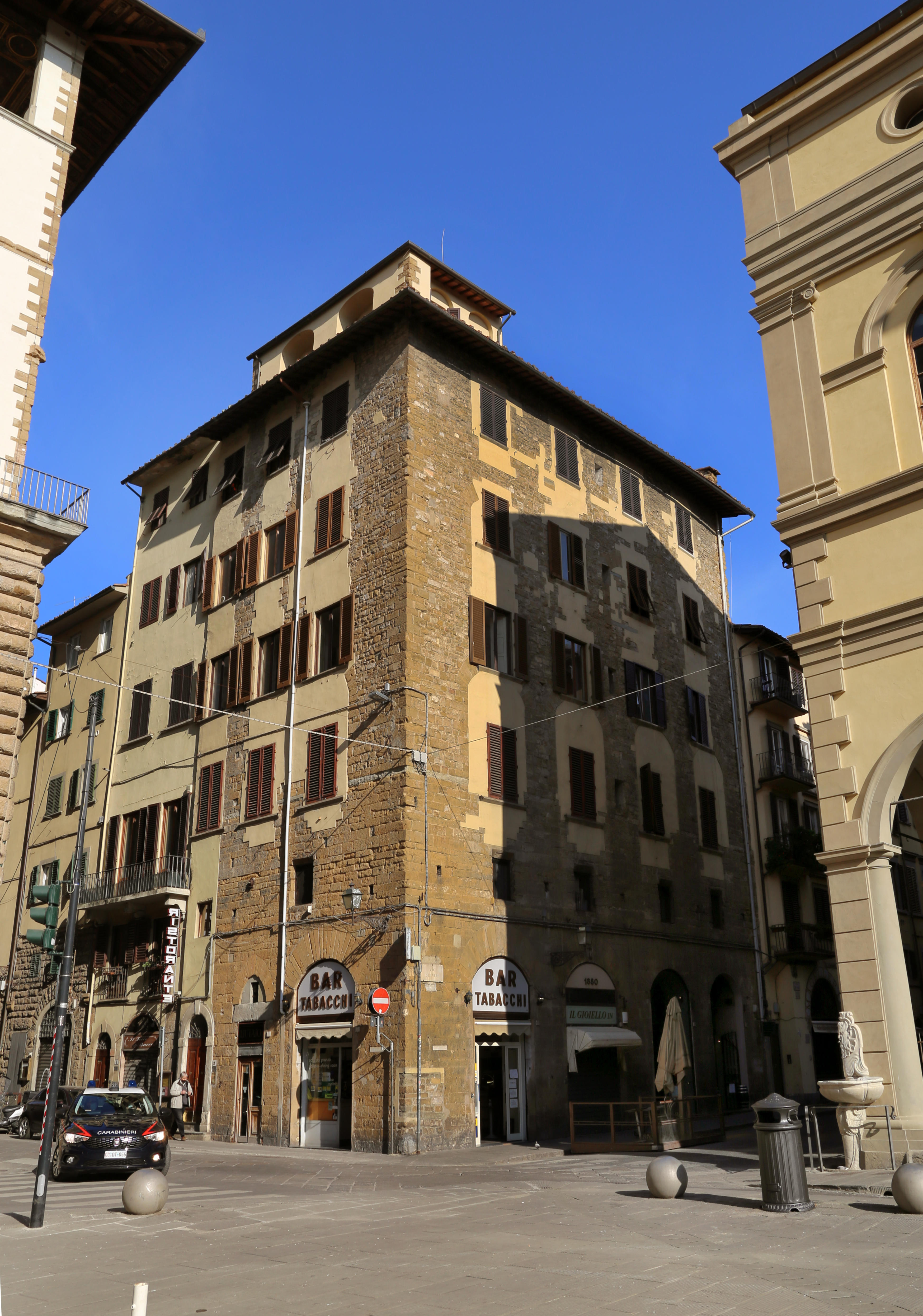
Aspecto actual da Torre dei Filipetri, com as três portas ogivais no extremo esquerdo e a altana no topo.

A Torre dei Filipetri é uma torre apalaçada de Florença que se encontra na esquina da Via dei Leoni com a Via dei Neri, frente à fachada posterior do Palazzo Vecchio.

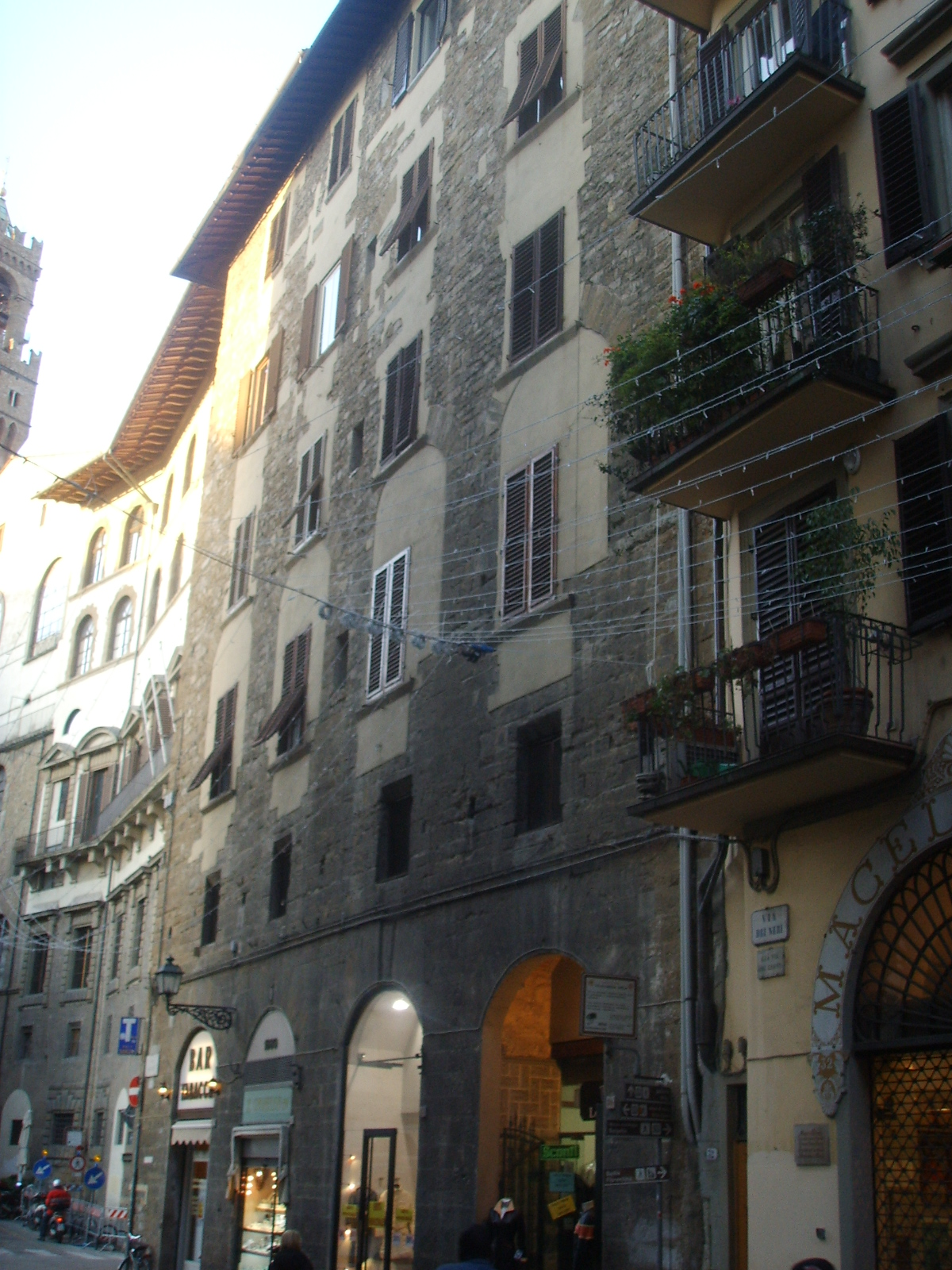
A Torre dei Filipetri vista da Via de' Neri.

A torre tem uma estrutura bastante imponente e maciça, embora hoje esteja englobada num edifício maior. Apesar disso, o seu perfil ainda é bem distinguível porque não apresenta reboco senão na parte central dos andares superiores. As modificações à sua estrutura original remontam, sobretudo, ao século XVI, quando foi ampliada a estrada.
O revestimento em filaretto de pedra é interrompido por muitas janelas abertas em época mais tardia em relação ao edifício original. No piso térreo abrem-se três portas com arquitrave e arquivolta de arco ogival. A mais pequena dessas portas foi conseguida pelo encerramento dum beco que separava a torre dos edifícios contíguos. Acima da cobertura do palácio existe uma altana, ou seja, um pequeno vão realizado com janelas panorâmicas, também esta estrutura revestida com filaretto em pedra.